# اسز (شهرستان)
اسز (شهرستان) (به اسپانیایی: Aces (parish)) در اسپانیا است که در آستوریاس واقع شده‌است.

## خصوصیات
اسز ۷۵ نفر جمعیت دارد.